# یواس‌اس پاپایا (ای‌ان-۴۹)
یواس‌اس پاپایا (ای‌ان-۴۹) (به انگلیسی: USS Papaya (AN-49)) یک کشتی بود که طول آن 194' 7" بود. این کشتی در سال ۱۹۴۳ ساخته شد.